# Anna Čakvetadzeová
Anna Džamalovna Čakvetadzeová (rusky Анна Джамаловна Чакветадзе, * 5. březen 1987, Moskva, SSSR) je bývalá ruská tenistka. Ve své kariéře vyhrála osm turnajů WTA ve dvouhře.

## Kariéra
Tenis začala hrát v osmi letech. V roce 2003 se jako kvalifikantka probojovala do finále wimbledonské juniorky, kde prohrála s Kirsten Flipkensovou. Její vzestup pak pokračoval, až v roce 2006 vyhrála první titul na okruhu ve dvouhře (International Open v čínském Kuang-čou) a na podzim zvítězila jako devatenáctiletá poprvé v turnaji nejvyšší kategorie WTA. Na Kremlin Cupu v Moskvě nebyla nasazená, ale cestou do finále vyřadila dvě nasazené hráčky (Dinaru Safinovou a Jelenu Děmentěvovou; přes turnajovou dvojku Marii Šarapovovou navíc postoupila bez boje). Ve finále pak porazila pátou nasazenou Naděždu Petrovovou 6:4, 6:4. I když byla do jisté míry favoritkou, protože ze tří předchozích vzájemných zápasů s Petrovovou ani jednou neprohrála, stala se jednou z nejpřekvapivějších vítězek v historii turnaje.

### Vrcholný rok 2007
Vrcholem její kariéry byl rok 2007, ve kterém vyhrála čtyři turnaje. Postupně postoupila do čtvrtfinále Australian Open a Wimbledonu a na US Open se dostala až do semifinále. Postoupila až na páté místo ve světovém žebříčku. „Nikdy jsem nehrála tenis tak, jako nyní. Když jsem byla juniorka, dokázala jsem jen tvrdě mlátit do míčku a pomalu jsem nevyhrála žádný zápas. To se změnilo, proto jsem tady,“ ohodnotila sama Čakvetadzeová v září na US Open své výkony v tomto roce.

### Napadení a konec kariéry
V prosinci 2007 se do jejího domu v Moskvě vloupalo šest mužů, kteří ji napadli, svázali a oloupili o peníze a cennosti, včetně konkrétních výher z tenisových turnajů. Vyhrožovali jí a naznačili, že se znovu vrátí. Pachatelé byli zatčeni o tři měsíce později. Na Čakvetadzeovou to mělo zničující dopad, narušilo to její přípravu na následující sezonu a její výsledky se zhoršily.
Vyhrála ještě halový turnaj v únoru 2008 v Paříži, ale od té doby zaznamenala propad. Opustila první stovku světového žebříčku a na konci roku 2008 byla až 265.
V roce 2010 vyhrála turnaj v Portoroži, což ji vrátilo do první stovky žebříčku. Později se ale u ní přidaly problémy se zády a Čakvetadzeová se z profesionálního okruhu vytratila. Konec kariéry vyhlásila v září 2013.

### Po sportovní kariéře
V roce 2011 se rozhodla za novou politickou stranu Správná věc kandidovat do ruské Státní dumy, ale ve volbách neuspěla a ještě se pokusila vrátit na dvorce.
Již ke konci aktivní kariéry se také začala věnovat komentování v televizi a trénování.

## Finále na okruhu WTA
| Legenda                                               |
| ----------------------------------------------------- |
| D – dvouhra; Č – čtyřhra                              |
| Grand Slam (0)                                        |
| Turnaj mistryň (0)                                    |
| Tier I / Premier Mandatory & Premier 5 (1–0 D; 0–1 Č) |
| Tier II / Premier (2–1 D; 0–2 Č)                      |
| Tier III, IV & V / International (5–0 D; 0–3 Č)       |

### Dvouhra: 9 (8–1)
| Stav       | č. | datum             | turnaj                      | úovrch      | soupeřka ve finále            | výsledek           |
| ---------- | -- | ----------------- | --------------------------- | ----------- | ----------------------------- | ------------------ |
| Vítězka    | 1. | 1. října 2006     | Kanton, Čína                | tvrdý       | Anabel Medinaová Garriguesová | 6–1, 6–4           |
| Vítězka    | 2. | 15. října 2006    | Moskva, Rusko               | koberec (h) | Naděžda Petrovová             | 6–4, 6–4           |
| Vítězka    | 3. | 13. ledna 2007    | Hobart, Austrálie           | tvrdý       | Vasilisa Bardinová            | 6–3, 7–6(7–3)      |
| Vítězka    | 4. | 22. června 2007   | 's-Hertogenbosch, Holandsko | tráva       | Jelena Jankovićová            | 7–6(7–2), 3–6, 6–3 |
| Vítězka    | 5. | 22. července 2007 | Cincinnati, Spojené státy   | tvrdý       | Akiko Morigamiová             | 6–1, 6–3           |
| Vítězka    | 6. | 29. července 2007 | Stanford, Spojené státy     | tvrdý       | Sania Mirzaová                | 6–3, 6–2           |
| Vítězka    | 7. | 10. února 2008    | Paříž, Francie              | tvrdý (h)   | Ágnes Szávayová               | 6–3, 2–6, 6–2      |
| Finalistka | 1. | 23. srpna 2008    | New Haven, Spojené státy    | tvrdý       | Caroline Wozniacká            | 6–3, 4–6, 1–6      |
| Vítězka    | 8. | 25. července 2010 | Portorož, Slovinsko         | tvrdý       | Johanna Larssonová            | 6–1, 6–2           |

### Čtyřhra: 6 (0–6)
| Stav       | č. | datum             | turnaj                   | povrch | spoluhráčka         | soupeřky ve finále                          | výsledek         |
| ---------- | -- | ----------------- | ------------------------ | ------ | ------------------- | ------------------------------------------- | ---------------- |
| Finalistka | 1. | 24. září 2006     | Peking, Čína             | tvrdý  | Jelena Vesninová    | Paola Suárezová Virginia Ruanová Pascualová | 2–6, 4–6         |
| Finalistka | 2. | 29. července 2007 | Stanford, Spojené státy  | tvrdý  | Viktoria Azarenková | Šachar Pe'erová Sania Mirzaová              | 4–6, 6–7(5–7)    |
| Finalistka | 3. | 5. srpna 2007     | San Diego, Spojené státy | tvrdý  | Viktoria Azarenková | Liezel Huberová Cara Blacková               | 5–7, 4–6         |
| Finalistka | 4. | 14. února 2010    | Pattaya City, Thajsko    | tvrdý  | Xenija Pervaková    | Marina Erakovicová Tamarine Tanasugarnová   | 5–7, 1–6         |
| Finalistka | 5. | 24. července 2010 | Portorož, Slovinsko      | tvrdý  | Marina Erakovicová  | Maria Kondratěvová Vladimíra Uhlířová       | 4–6, 6–2, [7–10] |
| Finalistka | 6. | 15. září 2012     | Taškent, Uzbekistán      | tvrdý  | Vesna Doloncová     | Paula Kaniová Polina Pechovová              | 2–6skreč         |

## Fed Cup
Anna Čakvetadzeová se zúčastnila 8 zápasů Fed Cupu za tým Ruska s bilancí 7-2 ve dvouhře a 0-1 ve čtyřhře.

## Postavení na žebříčku WTA na konci sezóny

### Dvouhra
| Rok    | 2002 | 2003   | 2004  | 2005  | 2006  | 2007 | 2008  | 2009  |
| Pořadí | 756. | ▲ 374. | ▲ 84. | ▲ 33. | ▲ 13. | ▲ 6. | ▼ 18. | ▼ 70. |

### Čtyřhra
| Rok    | 2004 | 2005   | 2006  | 2007  | 2008   | 2009   |
| Pořadí | 661. | ▲ 280. | ▲ 68. | ▼ 75. | ▼ 285. | ▼ 304. |